# Bedfordshire
Bedfordshire é um condado em Inglaterra. A sua sede é Bedford. Faz fronteira com os condados cerimoniais de Cambridgeshire, Northamptonshire, Buckinghamshire (com Milton Keynes) e Hertfordshire. Luton fez parte de Bedfordshire até 1997, ano em que foi transformado numa autoridade unitária. No entanto, faz ainda parte do Condado Cerimonial de Bedfordshire, sendo o soberano representado em toda a área por um único Lord-Lieutenant.
O lema do condado é "Constant Be" (Constante Seja).
O primeiro uso do nome, de que se tem registro, data de 1011, sobre a forma "Bedanfordscir", que significava "travessia de rio".
O ponto de maior elevação do condado são os Dunstable Downs, com 244 m.
Bedfordshire foi tradicionalmente dividido em nove "centos" (hundreds): Barford, Biggleswade, Clifton, Flitt, Manshead, Redbournestoke, Stodden, Willey, Wixamtree, junto com o liberty e borough de Bedford.